# Oranje Fonds
Het Oranje Fonds is een Nederlandse stichting te Utrecht die aan stichtingen en verenigingen financiële middelen verstrekt ter versterking van de sociale kant van de samenleving. Het fonds werd opgericht in 2002 en was het nationaal huwelijksgeschenk aan prins Willem-Alexander en prinses Máxima. In hetzelfde jaar fuseerde het fonds met het Juliana Welzijn Fonds, dat in 1948 werd opgericht. Het Oranje Fonds is het grootste Nederlandse fonds op sociaal gebied. Jaarlijks heeft het fonds 26 miljoen euro te besteden.
Koning Willem-Alexander en koningin Máxima zijn respectievelijk beschermheer en beschermvrouwe van het Oranje Fonds.

## Ondersteuning
Het Oranje Fonds ondersteunt kansrijke initiatieven en activiteiten die bevorderen dat mensen zich zelfstandig kunnen (blijven) redden en blijven deelnemen aan de samenleving. Daartoe worden bijvoorbeeld donaties gegeven aan buurthuizen, jongerencentra en ouderensociëteiten, opvanghuizen en projecten begeleid wonen, vrijwillige hulpdiensten, thuiszorg, mantelzorg en maaltijdvoorzieningen voor ouderen, instellingen voor verslavingszorg en opvang voor dak- en thuislozen, peuterspeelzalen en speel-o-teken, zelforganisaties van bijvoorbeeld ouderen, etnische minderheden, vrouwen en homoseksuelen, alsmede reclassering en maatschappelijk advies- en informatiewerk. Bekend is het project Maatje waarbij iemand buiten de bekende kring er voor iemand is.
Het Oranje Fonds hanteert bij besluiten over toekenning geen politieke of religieuze criteria. Wel zijn er grote gebieden waarvoor aanvragen niet gehonoreerd worden, zoals sport, kunst en cultuur, huisvesting, milieu, onderwijs, ontwikkelingssamenwerking, vluchtelingenhulp, gezondheidszorg en persoonlijke hulpverlening.
Het fonds kiest er bewust voor om bepaalde specifieke ontwikkelingen aan te moedigen en om gelijksoortige initiatieven met elkaar te verbinden. Hiertoe ontwikkelt het fonds programma's binnen de pijlers: Diversiteit, Samenhang in de Buurt en Actief Burgerschap.
Het Oranje Fonds nodigt maatschappelijke organisaties gericht uit om initiatieven te ontplooien die bijdragen aan een specifieke maatschappelijke doelstelling, en treedt zo op als aanjager en facilitator van sociale ontwikkeling.

## Middelen
Het budget van het Oranje Fonds is voor een groot deel afkomstig uit de opbrengsten van de Nationale Postcode Loterij en De Lotto. De rest is afkomstig uit giften van particulieren en bedrijven.
In 2018 werden 1.079 verzoeken om financiële steun gehonoreerd. In totaal investeerde het Fonds bijna € 19 miljoen in projecten en activiteiten in de welzijnssector. Daarvan ging bijna acht ton naar organisaties in het Caribisch deel van het Koninkrijk. Ook campagnes, zoals "Burendag" en de landelijke vrijwilligersdag "NL DOET" (voorheen "Make a Difference Day") worden door het Oranje Fonds gefinancierd.

## Organisatie
Het bestuur is het hoogste orgaan binnen het Oranje Fonds. De taken bestaan uit: het bepalen van het algemene beleid van de stichting, het toezicht op het beheer van de organisatie en de vaststelling van het bestedingsbeleid, de begroting en de jaarrekening. De bestuursleden vervullen hun functie onbezoldigd, voor een maximale termijn van tweemaal vier jaar. Volgens de statuten kan het bestuur besluiten in bijzondere gevallen een bestuurslid te benoemen voor een derde termijn. De auditcommissie van het fonds heeft als taken het bestuur adviseren over het financiële beleid van het Oranje Fonds, het opstellen van doelstellingen voor het vermogensbeheer en het bewaken van de resultaten van het vermogensbeheer. De remuneratiecommissie beoordeelt het functioneren van de directeur.

## Appeltjes van Oranje
Jaarlijks worden door de beschermvrouwe koningin Máxima op Paleis Noordeinde de zogenaamde 'Appeltjes van Oranje' uitgereikt aan drie bijzondere, innovatieve of succesvolle projecten op sociaal gebied.
De prijs, bestaand uit een oorkonde, een bronzen beeldje vervaardigd door prinses Beatrix en een bedrag van € 25.000, is bedoeld als waardering voor het werk en de inzet van organisaties achter de winnende projecten en tevens als voorbeeld voor anderen om soortgelijke projecten te starten.